# Theraphosa blondi
Птицеед-голиаф (лат. Theraphosa blondi) — один из самых больших пауков в мире.
Самый крупный представитель этого вида был обнаружен в Венесуэле в 1965 году: размах его лап достигал 28 сантиметров (Книга рекордов Гиннесса).
В 2001 году в Лаосе был описан паук Heteropoda maxima, превосходящий Theraphosa blondi по размаху конечностей (до 30 сантиметров), но заметно уступающий ему по размерам тельца.

## История
Впервые был описан французским энтомологом Пьером Андре Латрейлем в 1804 году.

## Описание
Размеры тела самки Theraphosa blondi достигает 100,4 мм, а самца — 85 мм, с расправленными ногами размеры Theraphosa blondi доходят до 28 сантиметров. Размер спинного щита одинаков как в длину, так и в ширину. Тело окрашено в темно-коричневый цвет. Ноги покрыты массой красновато-коричневых волосков.

## Обитание
Распространён в тропических лесах Венесуэлы, Гайаны, Суринама и северной Бразилии. Обитает в глубоких норах, вход в которые выстлан паутиной.

## В неволе
Несмотря на место в Книге Рекордов, и связанный с этим интерес пауководов, Theraphosa blondi является редкостью в их коллекциях. Предположительно, это связано с тем, что для размножения Theraphosa blondi требует сезонных изменений условий содержания, и, как следствие, редко размножается в неволе. Экспорт этого паука из ряда стран, на территории которых он обитает, запрещен. Это приводит к тому, что практически все личинки Theraphosa blondi, доступные в России, получены от самок, отловленных в природе и контрабандой вывезенных из других стран.